# Pareas monticola
Pareas monticola — вид неотруйних змій з родини Pareatidae.

## Поширення
Вид поширений на північному сході Індії, південному заході Китаю та півночі В'єтнаму.